# Gyionyiszij

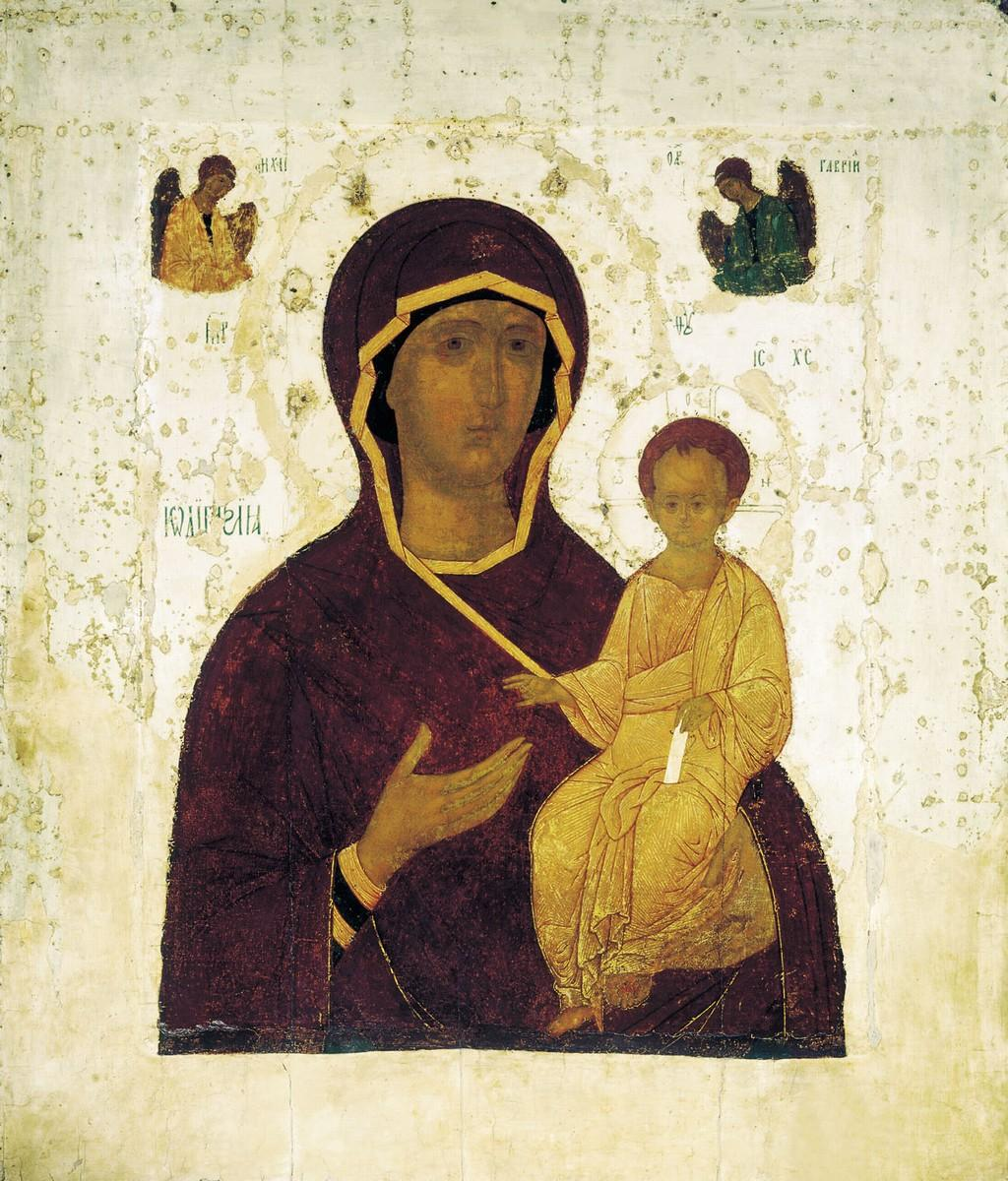
Hodigitria Istenanya, 1482

Gyionyiszij (Dionisius, oroszul: Дионисий; 1440 körül – 1500-as évek eleje) középkori orosz ikonfestő, a 15–16. század fordulójának legjelentősebb festője, Andrej Rubljov festészeti hagyományának folytatója. A Ferapontov-kolostor katedrálisában fennmaradt freskóit a világörökség részévé nyilvánították.

## Munkássága
Életéről kevés ismerettel rendelkezünk, születésének és halálának időpontja sem tisztázódott. Valószínűleg 1440 körül született, halálának időpontjául az 1502–1508 közötti éveket szokták megadni, de 1520 körüli dátum is ismeretes. Munkássága nem köthető egyetlen városhoz, a moszkvai nagyfejedelemség különböző területein és kolostoraiban dolgozott.
Ismert munkái közül legkorábbiak az 1467–1477 között Mitrofan festővel közösen készített freskók a Pafnutyij-Borovszki-kolostor egykori templomában. A templomot a következő évszázadban lebontották, freskómaradványokat tartalmazó előkerült építőkövei a moszkvai Rubljov-múzeumban, illetve a Kalugai terület Borovszk városának múzeumában találhatók.
Gyionyiszij nevét az évkönyvek először 1481-ben említik. Festőműhelyével együtt ekkor festett ikonokat a moszkvai Kreml Uszpenszkij-katedrálisának (Istenanya Elszenderedése-katedrális) ikonosztázához, a következő évben pedig a moszkvai Voznyeszenszkij- (Mennybemenetel-) kolostor számára. Utóbbi, a Hodigitria Istenanya ikon egy megégett korábbi ikon újrafestése, napjainkban a moszkvai Tretyakov Képtárban látható.
Az 1480-as évek második felében Gyionyiszij és festőműhelyének munkássága a Joszif-Volokolamszki-kolostorban folytatódott (ma: Moszkvai terület, Volokolamszk várostól 15 km-re). Az itt készített mintegy száz ikon közül azonban mindössze egy maradt ránk, ez ma a moszkvai Rubljov-múzeum tulajdona.

### A Ferapont-kolostor

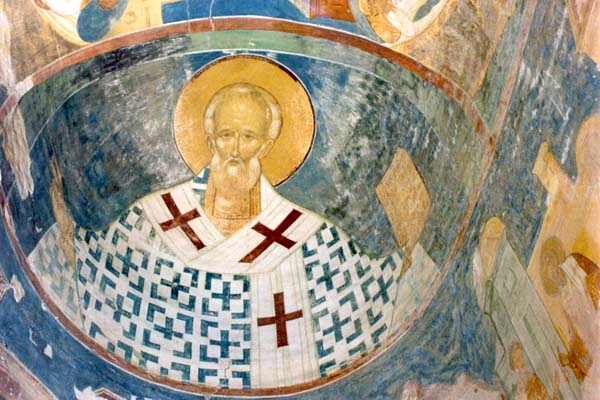
Freskórészlet a Ferapontov-kolostorból

Gyionyiszij pályafutásának csúcspontját a Ferapontov-kolostor Rozsgyesztvo Bogorogyici- (Istenanya Születése-) templom freskóinak megfestése jelenti (1500–1502). Ezek az egyetlen teljes egészében és eredeti formában fennmaradt freskói. A templomban található régi felirat szerint a készítő „Gyionyiszij ikonfestő és háza népe”, vagyis fiai, Feodoszij és Vlagyimir. A templombelsőt 600 m²-en kb. 300 kompozíció díszíti, a festés teljesen beborítja a falakat és a boltozatot. A közös téma: az Istenanya dicsőítése. Több nagy jelenet látható, köztük az Angyali Üdvözlet; az Istenanya, amint leplével szimbolikusan oltalmazza a bajoktól az embereket; az utolsó ítélet, az emberiségért könyörgő Istenanya alakjával.
Gyionyiszij kedvelte a sokalakos, bonyolult, de kiegyensúlyozott kompozíciókat. Finom vonalakkal megrajzolt alakjainak elrendezése könnyed, mozdulataik természetesek. A freskók gazdag színvilágát a halvány, tompított színek jellemzik, ettől a képek lágyan csillogóvá válnak. Mindez könnyeddé teszi, tágasabbá és világosabbá varázsolja az épület belső tereit.
A templomban Gyionyiszij és fiai ikonosztázt is készítettek. Napjainkra ebből 16 ikon maradt fenn, ezeket a moszkvai Tretyjakov Képtárban, a szentpétervári Orosz Múzeumban, illetve a közeli Belozerszk város múzeumában őrzik. Az ikonokat festőiség és kifinomult ábrázolás jellemzi. Különösen szép a Hodigitria Istenanya (Állami Orosz Múzeum): a gyöngéd, méltóságteljes anya büszkén mutatja isteni újszülöttjét.